# Province de Prusse-Orientale
Pour les articles homonymes, voir Prusse (homonymie).
1773–1824
1878–1945
Entités précédentes :
- Duché de Prusse ( Royaume de Pologne)

Entités suivantes :
- Territoire de Memel
- Oblast de Kaliningrad
- Voïvodie de Gdańsk
- Voïvodie d'Olsztyn

La province de Prusse-Orientale (en allemand : Ostpreußen) est une province allemande, aujourd'hui disparue, qui fit partie du royaume de Prusse de 1773 à 1824 et de 1878 à 1918, puis de l'État libre de Prusse de 1919 à 1945. Située au bord de la mer Baltique, entre la Vistule et le Niémen, sa capitale était la ville de Königsberg.
La province est créée le 31 décembre 1773,. Elle correspondait approximativement à la partie du territoire de l'ancien État monastique des chevaliers Teutoniques qui constitua en 1525 le duché de Prusse et qui porta aussi le nom de Prusse ducale, puis de Vieille Prusse. Maintenue par l'ordonnance du 30 avril 1815, la province est réunie à celle de Prusse-Occidentale par la loi du 1er juillet 1823. Elle est rétablie le 1er avril 1878, date de l'entrée en vigueur de la loi du 19 mars 1877. Après la Première Guerre mondiale, son territoire fut réduit par la création du territoire de Memel et transformé en exclave allemande par la création du corridor de Dantzig.
Définitivement détaché de l'Allemagne après la Seconde Guerre mondiale, l'ancien territoire de la Prusse-Orientale est aujourd'hui divisé entre la Pologne (voïvodie de Varmie-Mazurie) et la Russie (enclave de l'oblast de Kaliningrad).

## Histoire

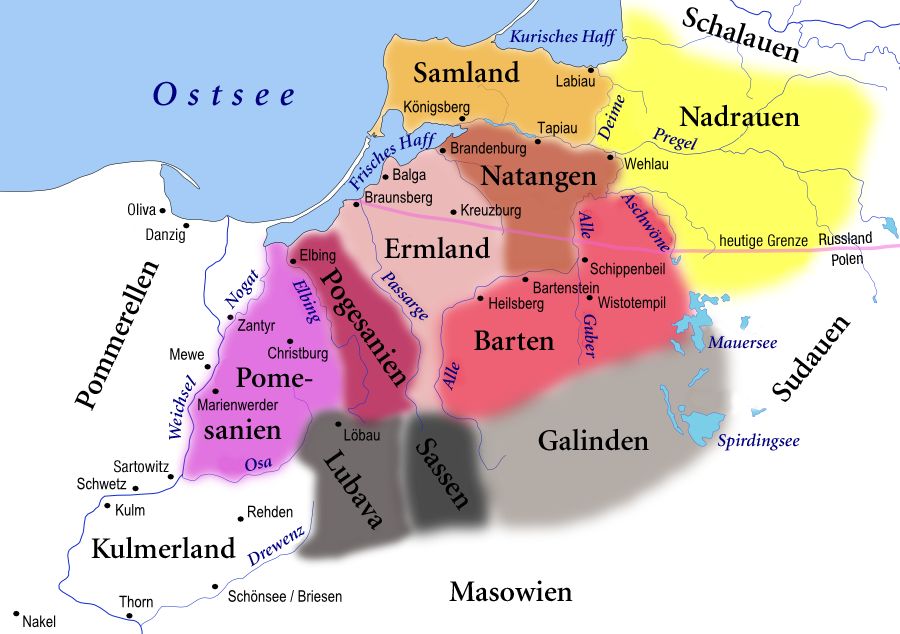
La Prusse-Orientale au XIIIe siècle.

Peuplée pendant le premier millénaire de diverses ethnies de langue balte, dont celle des Vieux-Prussiens (ou Borusses), ou de langues scandinaves et gotiques, la région qui correspond à la Prusse-Orientale n'appartint à l'espace linguistique allemand qu'à partir de la conquête de ces territoires par les chevaliers teutoniques (XIIIe siècle).
Elle fut de population majoritairement allemande avec des minorités polonaise, balte et juive du XIIIe siècle à 1945. Ses anciens territoires font partie aujourd'hui de la Pologne et de la Russie, avec un changement de population survenu entre 1945 et 1947. Il ne restait que 193 000 personnes en mai 1945 sur les 2 400 000 habitants originaires de la province en 1944, et elles furent presque toutes expulsées dans les deux années suivantes. Seuls 90 000 Prussiens étaient encore dans la partie polonaise dans les années 1960 et la plupart migrèrent dans les années 1970, ou à la chute du régime communiste.
La Prusse-Orientale était organisée avant mars 1945 administrativement en trois districts :
- le district de Königsberg ;
- le district de Gumbinnen ;
- le district d'Allenstein, formé en 1905 des parties méridionales des deux districts précédents.

### Des origines auXIIIesiècle
Les premiers habitants de la région étaient des tribus de chasseurs nomades qui se sédentarisent à l'âge de la pierre. On trouve ainsi des traces de leur présence datant de 2000 av. J.-C., essentiellement au bord des lacs, de la lagune de la Vistule et de la lagune de Courlande. Des restes sont notamment trouvés dans un village de l'âge de la pierre nommé Succase, près d'Elbing. Puis un cimetière de l'âge du bronze est découvert à Georgenswalde en Sambie. Il existait un commerce d'ambre avec les populations du Sud et de l'Ouest. L'influence de tribus étrangères est donc certaine dès l'âge du bronze (vers 1200 av. J.-C.). Des tribus germaniques s'installent des deux côtés de la Vistule, à partir du VIIIe siècle av. J.-C., à l'Est jusqu'à Passarge et en Sambie (Samland, en allemand), côtoyant des tribus baltes. Il y a à l'époque de La Tène (300 av. J.-C.) des tribus burgondes, vandales, et, à l'ère chrétienne, des Goths. Elles étaient en relation avec l'Empire romain pour le commerce de l'ambre. Tacite fait la description de cette route de l'ambre.
Une culture mixte se développe au VIe et au VIIe siècle au sud-est de la Prusse, influencée par ses tribus germaniques. Lors des invasions des Vikings du IXe au  XIe siècle, des tribus scandinaves s'installent au bord de la mer et une partie d'entre elles se spécialisent ensuite dans le commerce en Sambie et dans la région actuelle de Klaipėda (ex-Memel), tandis que les autres font de la piraterie en mer. Ces Scandinaves se mélangent aux populations locales. Deux cents sépultures vikings avec des armes ont été trouvées en Varmie (Ermeland), près de Cranz (aujourd'hui Zelenogradsk). Leur village de Truso, près d'Elbing, est un marché important. Les premières mentions du terme de « Prusse » datent du IXe siècle. Ces tribus se battent soit contre les Scandinaves, soit contre les Slaves, qui ont chassé les autres tribus de la Vistule, où ils se sont installés. Ces Borusses balto-germains, de peuple pacifique deviennent donc un peuple guerrier et construisent des endroits fortifiés. Ces tribus composées de petits princes, de paysans libres ou non libres adorant quatre dieux païens, sous la forte influence de leurs grands prêtres, les Waidelott, et hostiles au christianisme, vivant d'agriculture, d'élevage (en particulier de chevaux) et du commerce de l'ambre, ne se sont cependant jamais unies entre elles

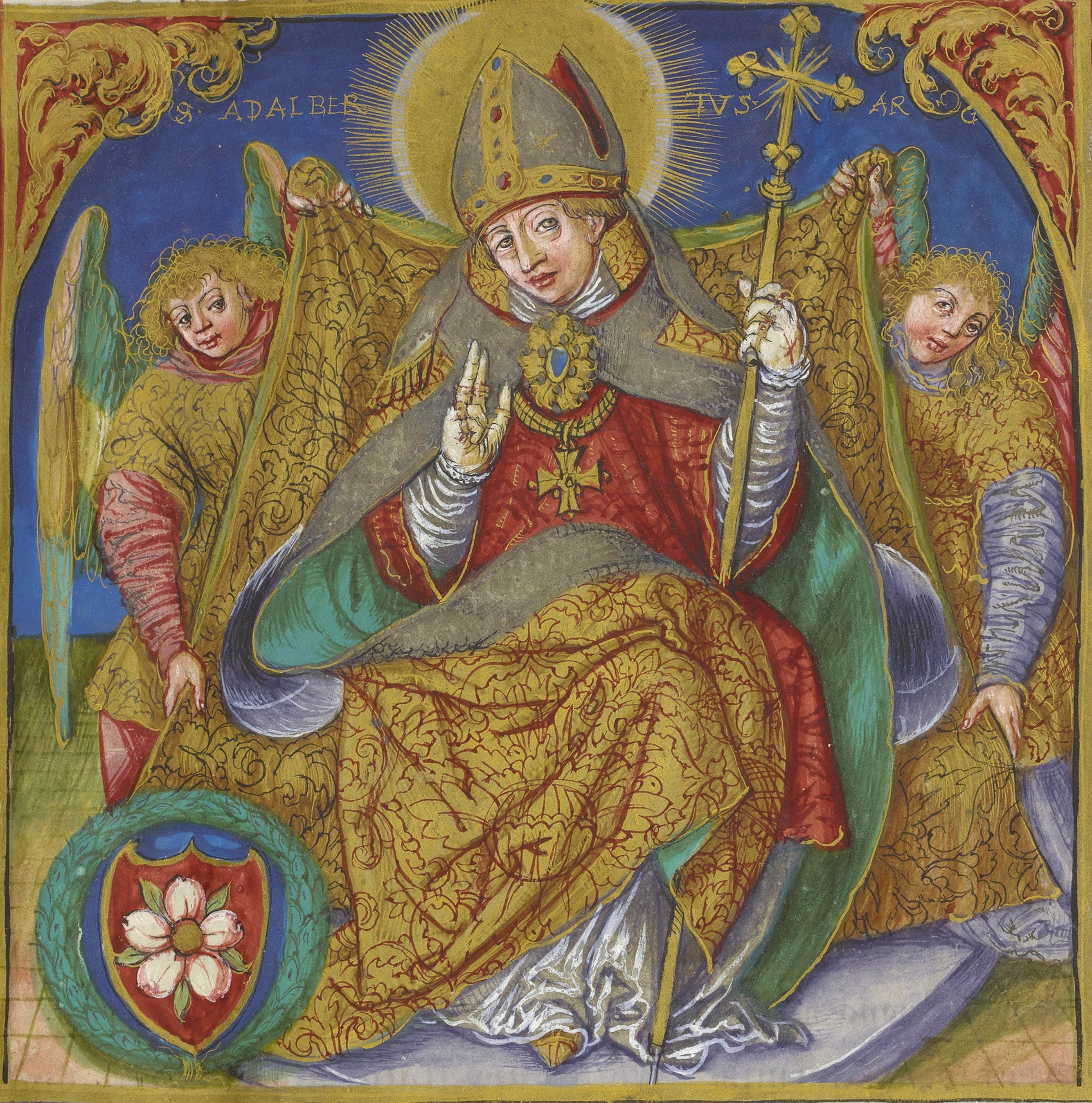
Saint Adalbert.

C'est à partir de l'an mille que les Slaves de Pologne commencent à vouloir étendre leur influence à l'est et notamment par un premier essai de christianisation avec saint Adalbert qui se solde par un échec lorsque celui-ci est tué. La mission de Bruno de Querfurt, mandaté en 1009 par l'empereur Otton III, est également un échec puisqu’il est martyrisé.
Les cisterciens rencontrent alors un certain succès en développant parallèlement des méthodes d'agriculture. C'est par exemple le cas, en 1207, de la mission des cisterciens originaires de l'abbaye de Lekno en Grande-Pologne envoyés par l'évêque polonais Christian, mais les populations finissent par se rebeller, de crainte de perdre leur autonomie, et le duc Conrad de Mazovie fera appel, après le reflux des chevaliers chrétiens de Terre sainte à partir de 1225, à l'ordre Teutonique pour poursuivre la christianisation. Ces terres sont donc l'enjeu d'une course à la colonisation avec les Allemands, surtout venus de Saxe et des Marches de l'Est, mais aussi les Mazoviens, les Danois qui commencent à coloniser les côtes et à se battre contre les Polonais, et les villes libres de Brême et de Lübeck qui y voient un intérêt économique.

### DuXIIIesiècleà 1525: les chevaliers Teutoniques

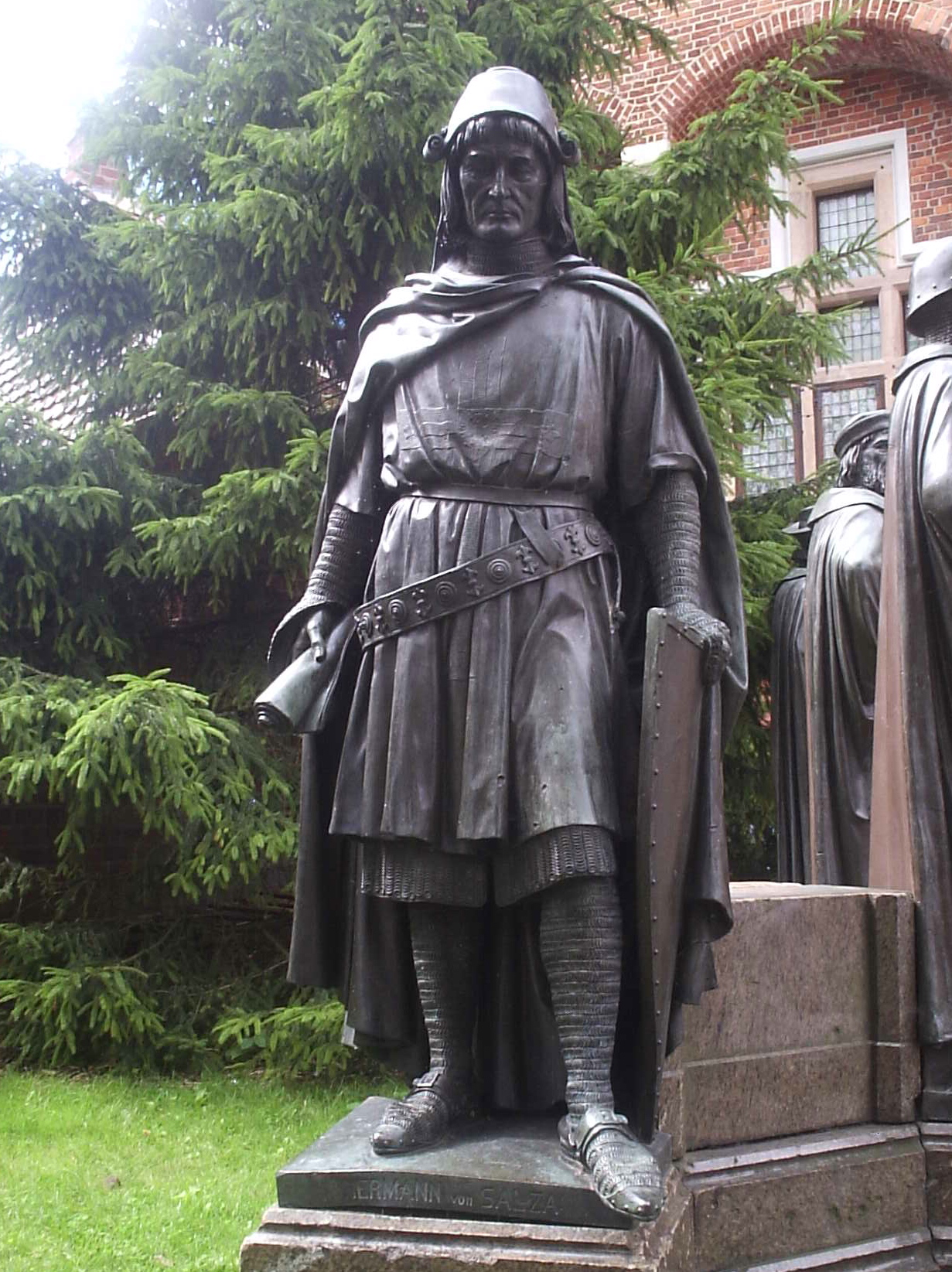
Statue de Hermann von Salza à Marienbourg.

#### Installation de l'ordre
Au début du XIIIe siècle, le duc Conrad de Mazovie fait appel à l'ordre teutonique dirigé par Hermann von Salza, pour combattre les Vieux-Prussiens, ou Borusses, restés païens qui font des razzias en Mazovie. Guillaume de Modène est nommé par le pape en 1224 légat pontifical en Sambie et en Prusse, et l'empereur Frédéric II donne, par la bulle d'or de Rimini, son assentiment en 1226 à l'expédition des chevaliers qui avaient pourtant été auparavant échaudés par celle de Transylvanie. Le duc de Mazovie est prêt à offrir le pays de Culm (ou Culmerland), situé dans la basse vallée de la Vistule, en dédommagement aux chevaliers. Cependant Hermann von Salza hésite, car il est pris par des engagements en Terre sainte. L'empereur garantit donc les droits des chevaliers teutoniques, ce que confirme le traité de Kruschwitz signé le 16 juin 1230 par Conrad de Mazovie, qui souhaite lever les doutes de Hermann von Salza et donne en plus la forteresse de Nessau. L'évêque Christian de Prusse donne, quant à lui, le tiers de la Prusse.
Les chevaliers arrivent donc munis de toutes ces garanties en 1230 en Prusse et Hermann von Salza y envoie comme maître provincial Hermann von Balk. Ils fondent la future ville de Thorn qui va servir de modèle à toutes les autres fondations de l'ordre en Prusse en 1231 et reconstruisent le fortin de Nessau. C'est ainsi que commence à voir le jour le système défensif de maillage des fortifications teutoniques. Balk franchit la Vistule avec un millier d'hommes au printemps 1231. La nouvelle ville de Culm est fondée en 1232 avec un plan en échiquier caractéristique. Son château deviendra la résidence des maîtres de Prusse, jusqu'en 1309. La ville donne jour au droit de Culm, charte qui donne des privilèges commerciaux aux villes fondées par les chevaliers, ainsi qu'à d'autres plus tard. Tout de suite après Culm, les chevaliers fondent Marienwerder, qui sera la résidence des évêques de Pomérélie de 1254 à 1526. Les colons allemands affluent, attirés par la perspective d'être des paysans libres. Le pape Grégoire IX prononce la bulle de Rieti en 1234.
Les Teutoniques rassemblent sous leur bannière des chevaliers allemands et surtout des croisés venus de toutes les principautés polonaises. Les Polonais sont, au début, les alliés des chevaliers teutoniques. Une fois leur puissance acquise, ils n'auront de cesse par la suite de s'opposer aux chevaliers.

#### Évolution de la Prusse des teutoniques
En attendant, les chevaliers édifient les forteresses de Kulmsee et de Rehden, conquièrent la Pogésanie — où ils bâtissent le château d'Elbing en 1237 — et dominent toute la Pomésanie. Les chefs des tribus borusses se convertissent les uns après les autres, entraînant la soumission de leurs sujets et la construction d'un château fort par les chevaliers, autour duquel se dessine un village ou un bourg. Il en est ainsi des châteaux de Kreuzburg en Natangie, de Heilsberg et de Braunsberg en Varmie (Ermeland), de Bartenstein, Rössel et Weissenburg en Bartonie (de), et de même pour le château de Balga, construit en 1239 au bord de la lagune de la Vistule (Frisches Haff).
En 1245, les territoires conquis par les chevaliers sont divisés en quatre diocèses sous la dépendance juridictionnelle et spirituelle de l'archevêque de Riga. Dantzig devient possession des chevaliers en 1309, ce qui est confirmé en 1343 par la Pologne. La capitale de l'ordre est depuis 1309 Marienbourg, imposante forteresse construite en l'honneur de la Vierge Marie, patronne des chevaliers.
L'apogée du pouvoir teutonique se situe au XIVe siècle, jusqu'à la bataille de Tannenberg de 1410, à partir de laquelle l'ordre décline, jusqu'à se convertir au luthéranisme et à se séculariser (en 1525). Par le traité de Toruń de 1466, il cède à la Pologne ses terres occidentales, entre Oder et Vistule, se coupant ainsi des territoires de langue et de civilisation allemandes alors rassemblés dans le Saint-Empire romain germanique. La région orientale connaît, quant à elle, une période d'expansion économique à laquelle la guerre de Trente Ans met un terme.

#### Peuplement de la région
Le caractère diffus de l'immigration rurale rend difficile à connaître l'origine des colons ou des habitants des nouvelles villes qu'ils fondent. Les chevaliers allemands qui ont reçu des territoires en fiefs, ou les locatores entrepreneurs de colonisation, ont, évidemment, entraîné avec eux des émigrants de leur région d'origine. Beaucoup sont ainsi venus de Basse-Saxe, d'Allemagne moyenne, de la Misnie. Toute la bande de territoire déjà colonisée de Lübeck à la Silésie a également fourni un important contingent. Puis, après cette première vague, vers 1320, l'on a assisté à un déplacement de la jeune génération à l'intérieur de la Prusse vers l'Est. On peut estimer que cette marche de la colonisation a été une sorte de renouvellement progressif qui a duré une centaine d'années. D'une façon générale, les colons n'ont porté leur action que dans les zones forestières et dans les terres basses, mais peu ou pas dans les territoires déjà mis en culture par les Borusses. L'élan de la colonisation allemande en Prusse-Orientale a pris fin au XVe siècle avec le déclin de la puissance de l'Ordre.
À côté du peuplement d'origine allemande, a lieu une colonisation rurale, mais non seulement, venue du sud, du duché de Mazovie et royaume de Pologne. La présence de ces colons et leurs descendants, de langue polonaise ou proche (dialectes de Mazovie) a profondément marqué la toponymie et les coutumes de toute la partie sud de la province (Mazurie). Le masourien, un dialecte polonais y était largement employée dans le cercle familial jusqu'à la fin de la Seconde Guerre mondiale quand la plupart des Masouriens, généralement des luthériens, était expulsé vers l'ouest. Sur les quelque 160 000 Masouriens luthériens avant 1945, il ne restait même pas 3 500 en Mazurie.

### De 1525 à 1618: le duché de Prusse
Les possessions des chevaliers teutoniques, sécularisées après la conversion de l'Ordre à la Réforme protestante en 1525, deviennent le duché de Prusse. La région, désignée sous le nom de Prusse ducale (qui restera en usage jusqu'en 1806), est luthérienne-évangélique, hormis l'enclave catholique de Ermeland (Warmia en polonais), alors partie de la Prusse royale (polonaise), et les communautés juives, présentes dans les bourgs et à Königsberg, capitale du nouveau duché après avoir été celle de l'ordre teutonique depuis 1457.
Germanophone donc et à large majorité luthérienne, la région connaît une période de prospérité après 1525 grâce à Albert II de Brandebourg qui la met sous vassalité polonaise et prend ses distances avec l'empereur romain germanique qui ne reconnaît pas la sécularisation de l'ordre. Le grand-maître suivant, Walther von Cronberg, décide de ne plus demeurer à Königsberg, mais à Mergentheim. Il est nommé administrateur de l'ordre en 1527 par l'empereur. La diète d'Empire à Augsbourg donne finalement le droit en 1530 au grand-maître d'user du pouvoir régalien dans ses terres et d'acquérir en fief les terres de Prusse. Vienne reconnaît donc à partir de 1526 le titre d'administrateur de Prusse (nommé aussi grand-maître allemand de l'Ordre teutonique, Hoch- und Deutschmeister des Deutschen Ordens) qui est au même rang protocolaire que celui de prince-électeur. En 1544, le duc Albert de Prusse fonde l'université Albertina de Königsberg qui éduquera jusqu'en 1945 les élites allemandes (et même, jusqu’à la révolution russe, celles appelées germano-baltes par l'historiographie moderne, sujettes de l'Empire russe) de Prusse et de la Baltique. L'Albertina comme la première université utilisant et développant le lituanien pour éduquer le grand nombre des lituaniens prussiens devenait le centre de cette langue déplacée par le polonais en Lituanie. C'est aussi un centre de rayonnement protestant qui forme des prédicateurs luthériens dans tout l'espace nordique. En 1568, Albert-Frédéric de Prusse succède à son père, mais le roi de Pologne nomme Georges-Frédéric de Brandebourg-Ansbach administrateur de Prusse à partir de 1577, à cause de la maladie mentale d'Albert-Frédéric. En 1605, Joachim III Frédéric de Brandebourg lui succède, puis Jean-Sigismond en 1608.

### De 1618 à 1772, l'union personnelle du Brandebourg et de la Prusse

#### Les électeurs de Brandebourg ducs de Prusse (1618-1701)
En 1618, Jean Sigismond, électeur de Brandebourg, devient duc de Prusse après la mort de son beau-père Albert-Frédéric sans descendance masculine. Le duché de Prusse est aussi appelé « Prusse brandebourgeoise ».
De peur que le duché ne penche vers la Suède, la Pologne signe en 1657 le traité de Wehlau qui reconnaît la pleine souveraineté de Frédéric-Guillaume Ier de Brandebourg sur le duché de Prusse. La suzeraineté de la couronne polonaise, qui n'est plus que formelle, est cependant confirmée en 1660 par le traité d'Oliva.

#### Les électeurs de Brandebourg «rois en Prusse» (1701-1772)
En 1701, l'électeur de Brandebourg Frédéric III de Hohenzollern se couronne lui-même roi à Königsberg, prenant le nom de Frédéric Ier de Prusse.
Contrairement à ses autres possessions, le duché de Prusse n'appartient pas au Saint-Empire, Frédéric se proclame donc roi sans en référer à l'empereur. Cependant, du point de vue de l'Empire, il ne sera que « roi en Prusse » (pas dans l'électorat de Brandebourg), et non pas « roi de Prusse ». En ce qui concerne la Pologne, le traité de Wehlau devient caduc : les Hohenzollern n'ont plus besoin de l'accord formel du roi de Pologne pour confirmer à chaque accession au trône leur souveraineté sur le territoire de l'ancien duché de Prusse, qui reste malgré tout formellement une terre relevant de la Pologne.
À la cour de Berlin, l'ancien duché est désormais appelé « vieille Prusse » (Altpreußen), tandis que la Marche de Brandebourg devient le cœur de la « nouvelle Prusse ».

### De 1772 à 1919: la province de Prusse-Orientale

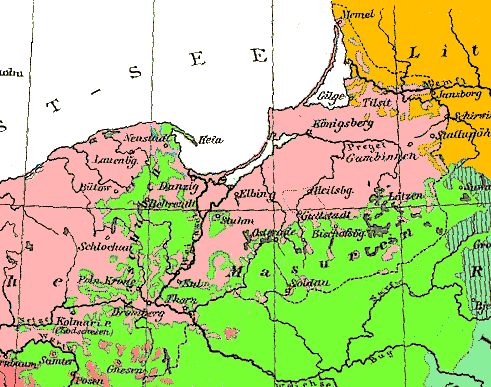
Répartition des groupes linguistiques en 1880 : rose pour l'allemand, vert clair pour le polonais et le mazure, jaune pour le lituanien.

Le premier partage de la Pologne de 1772 confirme finalement un état de fait au profit du royaume de Prusse. Il met fin à la situation créée en 1466. Les terres de la Vieille Prusse sont désormais directement administrées par le royaume et ainsi, les Hohenzollern, qui étaient souverains de deux entités séparées par la vassalité formelle de l'une, réunissent leurs terres sous la même couronne. La Prusse royale, l'Ermeland (Ermland en allemand/Warmia en polonais), la Vieille Prusse, etc. deviennent possession de Frédéric le Grand qui forme une nouvelle province, la Prusse-Orientale, à partir du 31 janvier 1773 en fusionnant l'Ermeland et la Vieille Prusse. Sa capitale demeure Königsberg, la capitale teutonique, et le restera jusqu'en 1945. Les autres territoires prussiens forment la Prusse-Occidentale.
Entre 1824 et 1878, la province de Prusse-Orientale fusionna administrativement avec la province de Prusse-Occidentale pour former la province de Prusse, avant que celle-ci ne soit de nouveau scindée en deux.
Pendant la Première Guerre mondiale, ses frontières exposent ses terres à la conquête russe et elle constitue le front de l'Est, ce qui provoque des ravages. C'est dans ses limites qu'a lieu la bataille de Tannenberg, où se distingue le futur maréchal von Hindenburg, originaire de Prusse-Orientale ; cette victoire le rend extrêmement populaire dans la région.

### De 1919 à 1945

#### L'après-guerre
À l'issue de la Première Guerre mondiale, en 1919, la province de Prusse-Orientale reconstituée se trouva séparée du reste de l'Allemagne par la création du « corridor de Dantzig », qui ouvrait un accès vers la mer Baltique à la Pologne. Elle dut également subir la création de la ville libre de Dantzig, détachée de la Prusse, qui fut placée sous le contrôle de la Société des Nations et sous administration partielle polonaise (douanes, postes, etc.)

La Prusse-Orientale de 1923 à 1939.

Elle perdit également le « territoire de Memel » au nord, également placé sous le contrôle de la SDN, avant d'être annexé en 1923 par la Lituanie, après une intervention militaire.
Le plébiscite de 1920 en Mazurie, dit « Abstimmung in Ostpreußen », donna une majorité écrasante en faveur du maintien au sein de l'État allemand. La province, isolée, appauvrie, se laissa partiellement séduire par le national-socialisme dans les années 1930. Mais les partis les plus puissants sont avant 1929 le Deutschnationale Volkspartei et ensuite le SPD (entre 24 % et 26 % de 1922 à 1929).

#### Une province relativement pauvre
La Prusse-Orientale avec ses 37 000 km2 est la troisième province d'Allemagne, après le Brandebourg et Hanovre, mais c'est aussi un territoire au nombre d'habitants au kilomètre carré parmi les plus faibles d'Allemagne. Elle compte 2,26 millions d'habitants en 1925 et elle est surtout rurale. Ainsi dans toute l'Allemagne 61 % des habitants vivent en 1925 dans des grandes villes, et 36 % dans des communes de moins de deux mille habitants. La proportion est inverse pour la Prusse-Orientale : 61 % vivent dans des communes de moins de deux mille habitants et un tiers (environ 280 000 habitants) d'habitants vit à Königsberg. Après Königsberg, il y a des villes moyennes comme Elbing avec 68 000 habitants et Tilsit avec 51 000 habitants. Allenstein, Gumbinnen et Marienwerder, comme sièges de districts, ne comptent que quelques dizaines de milliers d'habitants. Insterburg compte 39 000 habitants.

#### La période nazie
Le gauleiter nazi Erich Koch (qui n'était pas d'origine est-prussienne) la gouverna d'une main de fer (tout en gouvernant l'Ukraine de 1941 à 1944). Après la défaite de la Pologne en 1939, elle fut agrandie de terres purement polonaises : Ciechanow (Zichenau) et Suwałki (Suwalken), s'étendant ainsi jusqu'aux portes de Varsovie.
Jusqu'en 1945, la population de la province fut allemande, mais il y avait aussi une minorité d'origine lituanienne, les Lietuvininsks (ou Lituaniens de Prusse), ainsi qu'une minorité mazurienne protestante parlant un dialecte polonais. Ces deux petites minorités étaient fortement attachées à la Prusse et à l'Allemagne. La population de la province représentait 2 490 000 habitants, dont 90 % de souche allemande, le reste étant de souche polonaise, mazure ou lituanienne de Prusse, ou bien encore juifs dont une grande partie était de langue yiddish (ils étaient neuf mille en 1933, et plus que trois mille en 1939, beaucoup ayant fui la province). Les Allemands, Mazures ou Lituaniens de Prusse étaient luthériens, tandis que les Polonais de Varmie, avec quelques minorités allemandes, étaient catholiques.
Au début de la Seconde Guerre mondiale, la province ne fut pas affectée par les combats. Elle ne le fut qu'à partir des premiers bombardements anglo-américains, à l'été et à l'automne 1944, puis elle fut dévastée à partir de l'hiver 1944-1945 par l'avancée du front de l'Est et par l'arrivée de l'Armée rouge qui chassa les nazis pendant la campagne de Prusse-Orientale, du 13 janvier au 25 avril 1945.
La Prusse-Orientale est la province allemande qui a connu proportionnellement le plus de victimes tant civiles que militaires. Sur ses 2,5 millions d'habitants, 300 000 civils meurent sous les bombes, en fuyant (morts de froid ou de faim), ou dans des camps de prisonniers et 200 000 soldats originaires de la province meurent sur différents champs de bataille.

#### L'évacuation de la Prusse-Orientale en 1945

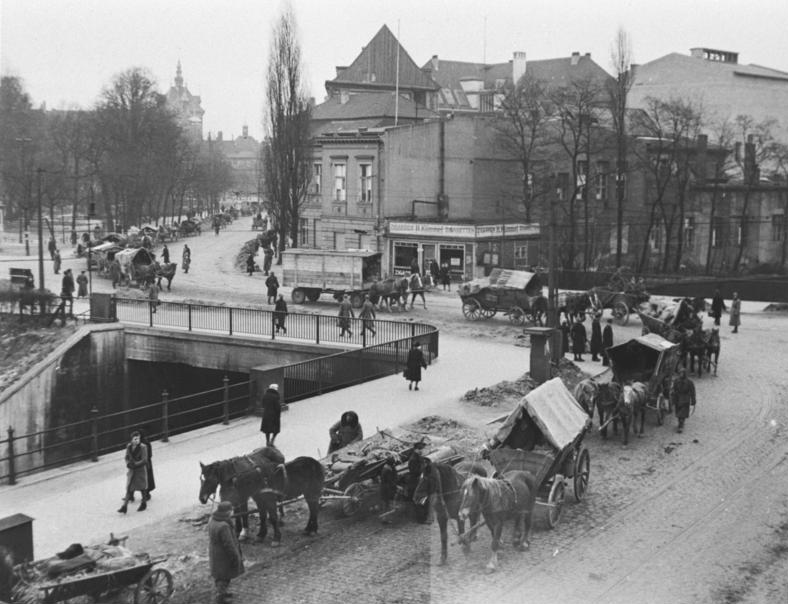
Arrivée de réfugiés de Prusse-Orientale à Dantzig en février 1945.

La capitale médiévale de Königsberg qui n'avait jamais souffert de graves dommages en sept cents ans d'existence est complètement détruite par les bombardements britanniques des 26 et 27 août 1944. Une autre série de raids aériens a lieu dans la nuit du 29 au 30 août 1944. Winston Churchill, qui pensait à tort que la ville était une forteresse militaire modernisée par les Allemands, en ordonne la destruction totale. Le gauleiter Erich Koch ayant censuré l'information destinée aux populations civiles sur la situation réelle de la guerre, les premiers réfugiés fuient sur les routes pris en étau entre la Wehrmacht et l'Armée rouge qui approche de la frontière à l'est. La propagande annonçant la victoire finale (Endsieg) ne fait qu'accroître le désarroi, ainsi que l'annonce du massacre de Nemmersdorf du 22 octobre 1944 par les soldats soviétiques sur des civils prussiens, et les viols systématiques. Des dizaines de milliers de réfugiés perdent la vie lorsque la marine soviétique coule des navires comme le Wilhelm Gustloff, le Goya ou le Steuben.
Königsberg, en ruines depuis les bombardements, finit par se rendre le 9 avril 1945, après quatre jours de combats. 42 000 soldats allemands y sont tués, ainsi que 60 000 soldats soviétiques. Le nombre des civils tués est estimé à 300 000 dans les environs. L'exode de la Prusse-Orientale est alors le plus important de l'histoire humaine. Ce sont surtout des femmes, des vieillards et des enfants qui sont jetés sur les routes. La population de la province qui était de 2 400 000 en 1944, ne se retrouve qu'à 193 000 en mai 1945, après un hiver particulièrement rude.

### Après 1945: le partage entre la Pologne et l'URSS

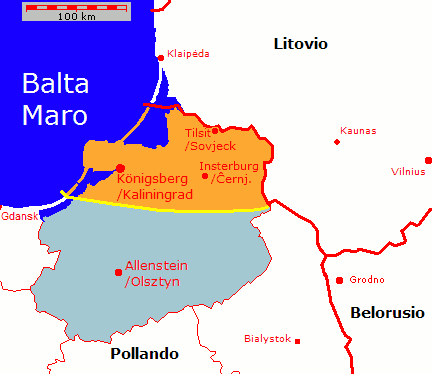
Partage de la Prusse-Orientale en 1945.

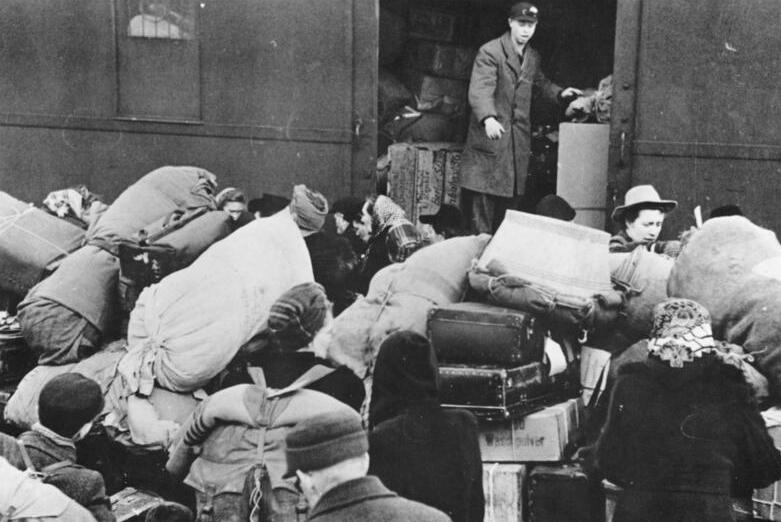
Évacuation de Prussiens de l'Est vers Berlin en février 1945 guerre mondiale.

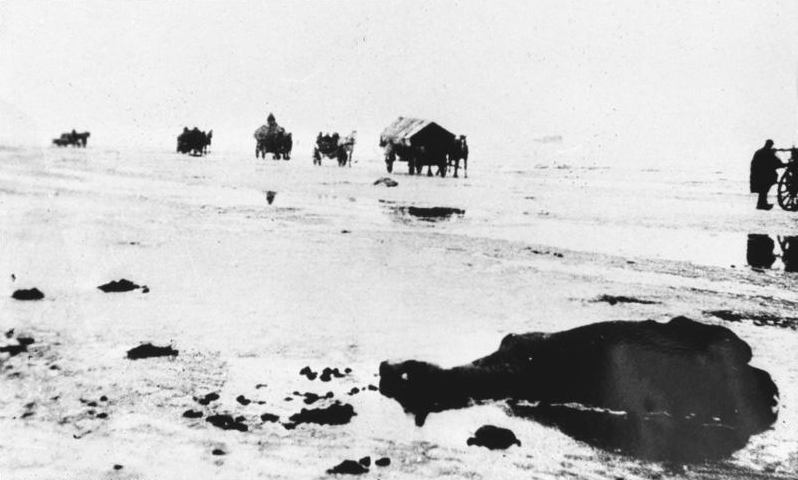
Fuite de paysans prussiens de l'Est par la mer Baltique gelée en janvier 1945 guerre mondiale.

À la fin de la Seconde Guerre mondiale, la province fut conquise par l’Armée rouge à partir du 15 janvier 1945. Certains des habitants qui n'avaient pas réussi à s'enfuir furent massacrés et tous furent maltraités, avant d’être expulsés par les autorités polonaises en 1945-46, selon les décrets Bierut, et soviétiques en 1947. La province fut divisée, conformément aux accords des conférences de Yalta et de Potsdam, entre l'URSS et la Pologne. Staline souhaitait agrandir la Pologne vers l'ouest et faire disparaître la Prusse :
- la partie polonaise forma la voïvodie de Varmie-Masurie. Le gouvernement polonais en expulsa les Allemands tout en cherchant à maintenir sur place les Mazures, considérés comme des Polonais germanisés ;
- la partie soviétique fut rattachée directement à la république socialiste fédérative soviétique de Russie (l'une des républiques socialistes soviétiques fédérées) pour constituer l'oblast de Kaliningrad.

L'Allemagne renonça officiellement à ses revendications sur ces territoires en 1990, lors de la réunification.
Depuis la dissolution de l'URSS, l'oblast de Kaliningrad forme une exclave russe entre Pologne et Lituanie : sa capitale est séparée de Pskov, la ville russe la plus proche, par trois frontières et 600 kilomètres. Cette situation peut être rapprochée de celle, symétrique, qu'avait connue la Prusse-Orientale vis-à-vis de l'Allemagne après la création du corridor de Dantzig.
De nos jours, l'oblast est l'un des 88 « sujets » de la fédération de Russie. Il est doté de son propre gouvernement, présidé par un gouverneur, qui est nommé par le parlement local sur présentation du pouvoir fédéral.
Il y reste environ 400 Allemands, surtout des personnes âgées et dont la moitié vivent dans la ville de Kaliningrad. L'usage de l'allemand est interdit dans l'administration, mais autorisé dans un cadre privé.

## Postérité
En 2005, la Russie a fêté le 750e anniversaire de la fondation de Königsberg.
En 2008, la communauté (est-)prussienne continue à donner corps à la Landsmannschaft Ostpreußen ((de) ) et à des petites associations allemandes en Prusse-Orientale qui restaurent par exemple certains monuments.
Tous les noms allemands de lieux, que ce soit de villes, villages, rues, mais aussi de bâtiments historiques, rivières, collines, forêts, lieux-dits, ponts, anciens domaines, etc., ont été changés et traduits en polonais ou en russe, comme s'il fallait effacer près de huit siècles d'histoire. Beaucoup de bâtiments historiques ont été détruits. La question prussienne a longtemps été taboue et provoque encore un malaise en Pologne, surtout dans les territoires de l'ancienne Prusse-Orientale qui ont été presque exclusivement peuplés de nouveaux Polonais et d'Ukrainiens des anciennes provinces orientales après 1945, en remplacement des Prussiens expulsés. La question a été ravivée dans les années 1990, à la chute des régimes communistes, les autorités polonaises craignant à tort de devoir verser des compensations financières aux familles des civils prussiens expropriés et expulsés[réf. nécessaire].

## Répartition administrative

### Districts de Prusse-Orientale

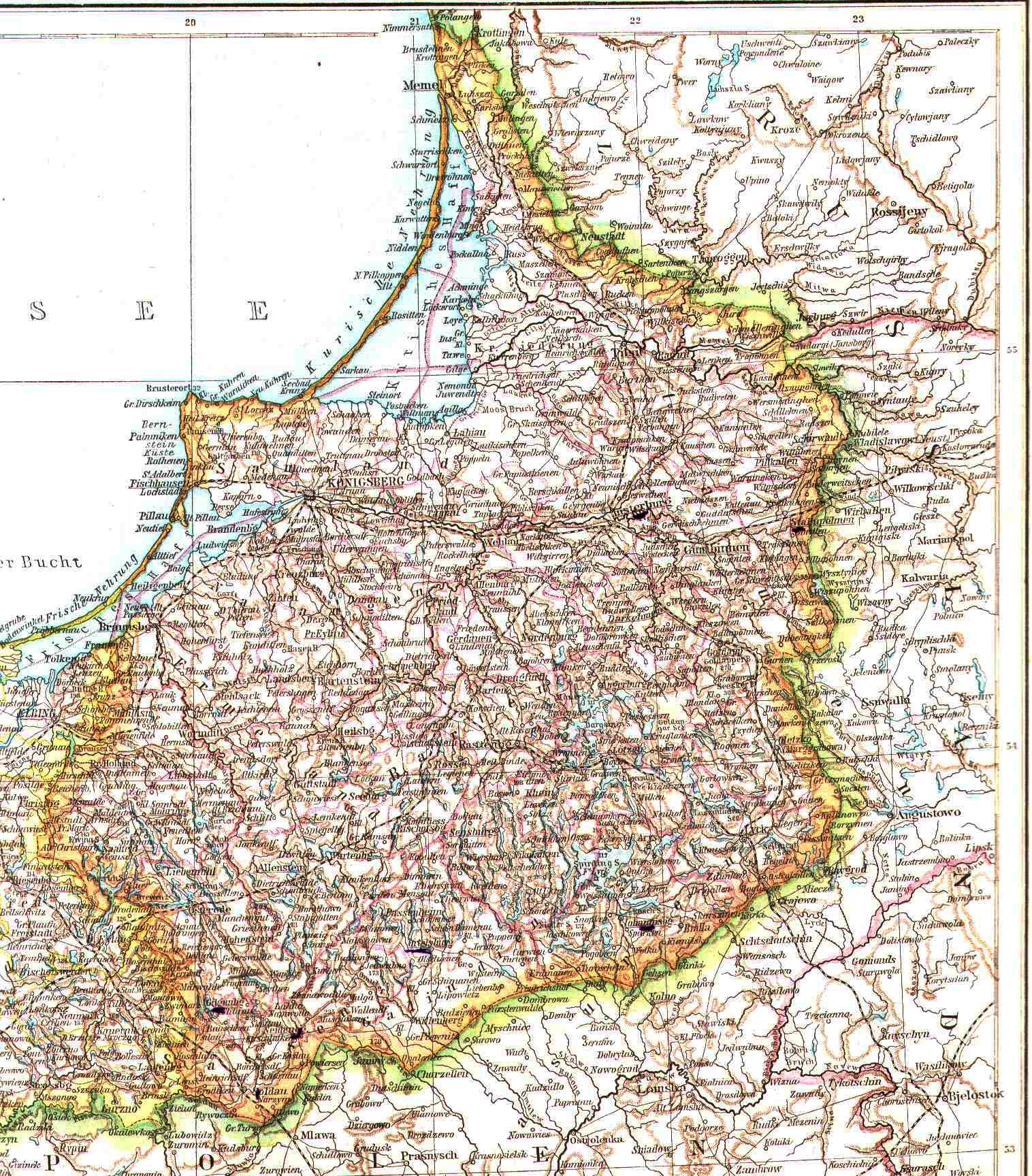
Carte de la Prusse-Orientale.

- District de Königsberg de 1808 à 1945, au centre-ouest
- District de Gumbinnen de 1808 à 1945, à l'est
- District d'Allenstein de 1905 à 1945, au sud
- District de Prusse-Occidentale de 1922 à 1939, à l'ouest

Ces districts étaient dénommés de 1723 à 1808 départements de Lituanie prussienne et de Prusse-Orientale, dépendant de la chambre des Domaines et de la chambre de Guerre (équivalents à des ministères régionaux).

## Politique

### Liste des hauts présidents
La province de Prusse-Orientale était dirigée administrativement par un haut président (Oberpräsident) dont les pouvoirs sont étendus à partir de 1919, et encore plus après 1933.
Au début les terres sont dirigées par le président de la chambre des domaines et de la chambre de guerre (correspondant à des ministères régionaux) de Gumbinnen et de Königsberg. Il s'agit à partir de 1765 de Johann Friedrich von Domhardt. Il est de facto le premier haut président de Prusse-Orientale. Le baron Friedrich Ludwig von Schrötter lui succède en 1791, et qui est nommé ministre de la Prusse-Orientale et de la Nouvelle-Prusse-Orientale en 1795. De 1814 à 1824 le poste de haut président est attribué à Hans Jakob von Auerswald. C'est sous son successeur, Heinrich Theodor von Schön (1824-1842), que la province fusionne avec la Province de Prusse-Occidentale pour former la province de Prusse. Lui succèdent : 
- 1842-1848, Carl Wilhelm von Bötticher
- 1848-1849, Rudolf von Auerswald
- 1849-1850, Eduard von Flottwell
- 1850-1868, Franz August Eichmann
- 1869-1882, Karl von Horn
- 1882-1891, Albrecht von Schlieckmann
- 1891-1895, comte Udo de Stolberg-Wernigerode
- 1895-1901, comte Wilhelm von Bismarck
- 1901-1903, baron Hugo Samuel von Richthofen
- 1903-1907, comte Friedrich von Moltke
- 1907-1914, Ludwig von Windheim
- 1914-1916, Adolf Tortilowicz von Batocki-Friebe
- 1916-1918, Friedrich von Berg
- 1918-1919, Adolf Tortilowicz von Batocki-Friebe
- 1919-1920, August Winnig, SPD
- 1920-1932, Ernst Siehr, DDP
- 1932-1933, Wilhelm Kutscher, DNVP
- 1933-1945, Erich Koch, NSDAP

### Liste des présidents de l'assemblée provinciale
Les présidents (Landeshauptmann; capitain provincial) de l'assemblée provinciale est-prussienne (Landtag) sont les suivants :
- 1876-1878, Heinrich Rickert (de)
- 1878-1884, Kurt von Saucken-Tarputschen (de)
- 1884-1888, Alfred von Gramatzki (de)
- 1888-1896, Klemens von Stockhausen (de)
- 1896-1909, Rudolf von Brandt (de)
- 1909-1916, Friedrich von Berg
- 1916-1928, comte Manfred von Brünneck-Bellschwitz (de)
- 1919-1920, Ernst Siehr, vice-président
- 1928-1936, Paul Blunk (de)
- 1936-1939, Helmuth von Wedelstädt (de).

## Notes et références

Frontières de l'Allemagne entre 1919 et 1945.